# Strange Little Girls
Albums de Tori Amos
To Venus and Back
(1999) Scarlet's Walk
(2002)
Singles
Strange Little Girls (2001) (en français Étranges petites filles) est le sixième album de la chanteuse auteur-compositeur Tori Amos. C'est également son premier album exclusivement composé de reprises. En effet, tous les titres qui constituent cet album sont à l'origine écrites, composées et interprétées par des artistes ou groupes masculins, évoquant la femme ou la féminité pour la plupart d'entre elles. Tori Amos a choisi de réinterpréter ces chansons avec un point de vue féminin. Chacune des douze chansons est symbolisée par un personnage différent (incarné par Tori) et par une citation différente écrite par le romancier Neil Gaiman, ami très proche de Tori. Ce dernier a écrit une nouvelle intitulée "Strange Little Girls" racontant l'histoire de ces douze femmes, en s'inspirant du disque. Cette nouvelle apparaît dans son recueil Fragile Things. 

Avec cet album, Tori Amos ferme une parenthèse stylistique qui avait été ouverte en 1998 avec son album From the Choirgirl Hotel à l'aspect rock, sombre, aérien teinté d'électro. "Strange Little Girls" est dépourvu d'électro mais les guitares sont très en avant et le piano très en retrait. C'est sans doute l'album le plus rock et le plus underground de la chanteuse.

## Historique

### Origine du concept
Durant toute sa carrière Tori Amos a de nombreuses fois choisi de reprendre des chansons. Elle en a fait une spécialité : reprendre des chansons, les repenser, se les approprier quitte à ce que la reprise soit à peine reconnaissable par rapport à l'originale. Ces reprises apparaissent sur ses singles, en tant que face-B (Smells Like Teen Spirit de Nirvana, If 6 Was 9 de Jimi Hendrix...) ou simplement en concert (Whole Lotta Love de Led Zeppelin, American Pie de Don McLean...).
Après cinq albums, Tori est reconnue comme une talentueuse auteure et compositrice de chansons, c'était pour elle le moment d'enregistrer un album entièrement constitué de titres écrits par d'autres. Pour cet album, elle n'a pas effectué sa sélection parmi ses chansons préférées pour en faire un album personnel. Au contraire, elle a décidé de choisir une série de chansons exclusivement masculines et de les réinterpréter dans une perspective féminine. « La manière dont les hommes disent les choses m'a toujours fascinée. la façon dont les femmes les entendent me fascine d'autant plus. »
À l'origine, l'idée de cet album de reprises lui est venue en lisant un article de Martin Amis dans le Guardian (Manchester) datant de mars 2001 et traitant de l'industrie pornographique. Dans l'article, une actrice disait qu'elle trouvait le vagin décevant, elle préférait nettement l'autre côté. Tori fut touchée par cette « déception » (sans doute de façon ironique). Elle se mit à réfléchir sur la façon dont le sexe était vendu comme une commodité et fréquemment associé avec de la violence. Cette idée était pour Tori représentative du stéréotype actuel de ce qu'il y a de pire chez la femme. En parallèle avec cette idée, l'idée d'un album de reprises vient en réponse à sa maison de disques Atlantic Records. En effet, en 1988, Tori avait signé un contrat de sept albums avec cette maison de disques, mais depuis 1998, Tori estimait qu'Atlantic Records faisait de moins en moins d'efforts pour promouvoir ses disques. Le conflit empirant devant le mépris arrogant et brutal avec lequel les responsables d'Atlantic traitaient ses protestations, elle a donc décidé que pour le dernier album du contrat, elle ne produirait pas de nouvelles chansons.
Devenue mère en septembre 2000, Tori était fascinée par le rôle et la place d'une femme dans le monde. Par exemple, dans '97 Bonnie & Clyde de Eminem qui est une fantaisie rêvée de la violence que le « Slim Shady » exerce en tuant sa femme Kim sous l'œil de sa fille, Tori dit qu'il serait intéressant de réinterpréter cette chanson en incarnant la victime. La chanson prend alors un tout autre sens. « Je crois en la liberté de parole, mais vous ne pouvez pas vous séparer de votre création. On en revient au pouvoir des mots : les mots sont comme des armes. Que vous choisissiez la grâce de Tom Waits ou la brutalité de Eminem, elles ont le même pouvoir, et c'est ce qui m'a motivé. »
En parallèle à ces douze reprises, Amos a créé treize personnages différents, un pour chacune des chansons (à l'exception de Heart of Gold incarné par deux jumelles). Ces personnages sont habillés, maquillés afin d'incarner les différentes personnalités des chansons. Ces personnages sont représentatifs des chansons mais surtout de la façon dont Tori les a interprétées. Ce sont des rôles : Strange Little Girls est un peu comme un exercice d'actrice.
En plus des personnages, Tori a fait appel à son ami Neil Gaiman pour écrire de courtes histoires pour chaque personnage : « Ce sont des chansons puissantes écrites par des artistes masculins. Chacune à sa propre histoire, sa propre voix, j'ai voulu essayer d'y insérer un point de vue féminin. Je n'ai pas fait ça pour aller à l'encontre des artistes qui ont écrit ces chansons. C'est un message de passion représentatif du pouvoir de ces chansons. » Ainsi, dans le livret de l'album, chaque chanson contient une photo du personnage incarné par Tori ainsi qu'une phrase représentative du personnage extraite de la nouvelle Strange Little Girls de Neil Gaiman parue dans son recueil Fragile Things.
Comme toujours lorsqu'elle reprend une chanson, Tori prend certaines libertés avec les structures des versions originales. Dans cet album, Heart of Gold ou Raining Blood sont méconnaissables. I dont Like Mondays rend hommage à la tuerie de San Diego en 2001. Tori avoue ne pas avoir choisi la plupart des chansons de cet album. À la place, elle a demandé à ses collaborateurs masculins de choisir des chansons, ce qui donne du sens au concept : « Des hommes hétéros, des homos, toutes sortes d'hommes ont apporté des idées. Ils ont suggéré des chansons qu'ils aimaient mais aussi des chansons qu'ils n'aimaient pas, ils m'ont donné quelque chose d'eux, en tant qu'hommes. »
Finalement, ces douze chansons sont toutes différentes. Certaines reprises sont même improbables, comme les reprises de Eminem ou Slayer, d'autres sont très connues (Enjoy The Silence), d'autres moins connues (Strange Little Girl, Real Men). Certaines reprises ont attiré l'attention de leurs auteurs. Joe Jackson a approuvé la reprise de sa chanson Real Men lors d'un concert en Allemagne en 2003, il a dit au public : « Mes chansons ne sont pas souvent reprises, et lorsqu'elles le sont, la plupart du temps c'est de la merde. Mais une de mes plus anciennes chansons a récemment été reprise par Tori Amos, et ce n'est pas de la merde du tout ! Mais elle a changé quelques paroles. Je crois qu'elle l'a fait exprès, non ? Ou pensez-vous que c'est un oubli ? Non je pense qu'elle l'a fait exprès. Peu importe, je vais maintenant jouer ma version de la reprise de Tori Amos de ma chanson. » Le groupe Slayer a contacté Tori pour la remercier de cette reprise. Ils lui ont envoyé des t-shirts avec l'inscription « Dieu déteste chacun d'entre vous ».

### Promotion
Pour lancer la promotion du disque, Tori donne un concert spécial à l'Union Chapel de Londres puis se rend aux États-Unis. Nous sommes le 11 septembre 2001, et le monde est affecté par les attentats du World Trade Center. Tori était à New York ce jour-là. « J'étais sur le point de faire une apparition à la télévision lorsque mon manager est venu m'annoncer les attentats. Nous avons réagi comme tout le monde, nous sommes restés scotchés devant la télévision, sans dire un mot. » L'album sort le 18 septembre 2001 avec cinq pochettes différentes (cinq personnages). Le single Strange Little Girl sort uniquement en Allemagne, le 9 octobre 2001. Peu de temps après, Tori part en tournée en solo pour promouvoir son album. C'est à ce moment-là qu'elle écrit la chanson I Can't See New York, qui paraîtra sur son album suivant Scarlet's Walk.

## Liste des titres
1. New Age (4:37) (Lou Reed) reprise de The Velvet Underground
2. '97 Bonnie And Clyde (5:46) (Jeff Bass/Mark Randy Bass/Marshall Bruce Mathers III) reprise de Eminem
3. Strange Little Girl (3:50) (Jean-Jacques Burnel/Hugh Cornwell/Brian Duffy/David Greenfield/Hans Warmling) reprise des Stranglers
4. Enjoy the Silence (4:10) (Martin Lee Gore) reprise de Depeche Mode
5. I'm Not in Love (5:39) (Graham Gouldman) reprise de 10cc
6. Rattlesnakes (3:59) (Neil Clark/Lloyd Cole) reprise de Lloyd Cole
7. Time (5:23) (Tom Waits) reprise de Tom Waits
8. Heart Of Gold (4:00) (Neil Young) reprise de Neil Young
9. I Don't Like Mondays (4:21) (Robert Geldof) reprise des Boomtown Rats
10. Happiness Is A Warm Gun (9:55) (John Lennon/Paul McCartney) reprise des Beatles
11. Raining Blood (6:22) (Jeff Hanneman/Kerry King) reprise de Slayer
12. Real Men (4:07) (Joe Jackson) reprise de Joe Jackson

- Sur Happiness is a Warm Gun il y a des samples de discours de George W. Bush, George H. W. Bush et du révérend Edison Amos, père de Tori.
- La reprise de "Heart Of Gold" contient un sample de I Wanna Be Your Dog, chanson des Stooges

## "Impressions de Neil Gaiman"
Nous le disions plus haut, le romancier Neil Gaiman a écrit une nouvelle intitulée également "Strange Little Girls" dans laquelle il raconte l'histoire des douze personnages de l'album. Dans le livret du CD, chaque personnage est accompagné d'une phrase illustrant la personnalité et/ou la chanson qui lui est attribué.
| Chanson                   | Caractéristique du personnage                                                              | Citation de Neil Gaiman (en français)                      |
| ------------------------- | ------------------------------------------------------------------------------------------ | ---------------------------------------------------------- |
| "New Age"                 | Intello nymphomane                                                                         | "Tous tes lendemains commencent ici"                       |
| "'97 Bonnie & Clyde"      | Femme qu'on enterre                                                                        | "Elle se demande ce que sa fille va devenir"               |
| "Strange Little Girl"     | Fille (devenue adulte) de la femme précédente                                              | "À chaque fois qu'il pleut, tu penses à elle"              |
| "Enjoy The Silence"       | Showgirl vivant à Las Vegas                                                                | "Une showgirl à trente-cinq ans"                           |
| "I'm Not In Love"         | Fille gothique ayant une relation avec un homme marié.                                     | "Elle l'a complètement oublié, et pour toujours"           |
| "Rattlesnakes"            | Bikeuse mal dans sa peau                                                                   | "Elle fait des montagnes russes mais ne crie jamais"       |
| "Time"                    | Thanatos, personnification de La Mort.                                                     | "Un jour, vous ouvrirez les yeux et vous la verrez"        |
| "Heart Of Gold"           | Deux jumelles espionnes.                                                                   | "Ce n'est pas du glamour..." "...C'est juste du business"  |
| "I Don't Like Mondays"    | Femme flic                                                                                 | "Elle a trouvé le premier corps dans la cage d'escalier"   |
| "Happiness Is A Warm Gun" | Prostituée dont Mark Chapman, le meurtrier de John Lennon, fut le client avant le meurtre. | "L'odeur du cordite lui fait toujours penser au 4 juillet" |
| "Raining Blood"           | Une actrice de vaudeville dont le club est envahi par la Gestapo.                          | "En réalité, la Gestapo est venue l'arrêter"               |
| "Real Men"                | Lesbienne androgyne                                                                        | "Toutes ces choses sont vraies"                            |

## Faces-B

### Faces B Titres Studios
| Titre              | Durée | Single                       | Compositeur                                    |
| ------------------ | ----- | ---------------------------- | ---------------------------------------------- |
| "After All"        | 4:20  | "Strange Little Girl" (2001) | David Bowie                                    |
| "Only Women Bleed" | 4:41  | "Strange Little Girl" (2001) | Vincent Damon Furnier (reprise d'Alice Cooper) |

Certaines reprises ont été enregistrées mais ne sont jamais parues.
- "Hoover Factory" (Elvis Costello)
- "I'm Sick Of You" (Iggy and the Stooges)
- "Marlene Dietrich's Favourite Poem" (Peter Murphy)
- "Fear Of A Black Planet" (Public Enemy)

## Crédits album
les numéros correspondent aux numéros des titres de l'album
- Chant : Tori Amos
- Piano Bösendorfer : Tori Amos (4,7,8,10,11,12)
- Wurlitzer Tori Amos (1,3)
- Rhodes Tori Amos (6,9)
- Synthétiseurs : John Philip Shenale (4)
- Synthétiseurs ARP : Tori Amos (10)
- Guitare acoustique : Adrian Belew (6)
- Guitare électrique : Adrian Belew (1,3,10,12)
- Guitare 'drill' : Adrian Belew (5)
- Guitare 'vespula' : Adrian Belew (8)
- Guitare basse : Justin Meldal-Johnsen (1,3,8), Jon Evans (4,6,9,10,12)
- Guitare basse 'painting' : Justin Meldal-Johnsen (5,11)
- Guitares additionnelles : M&M (6)
- Cordes 'Pad' : M&M (6)
- Batterie : Matt Chamberlain (1,3,5,8,10)
- Tambour militaire : Matt Chamberlain (2)
- Percussions Taos : Matt Chamberlain (6)
- Rattlesnake : Adrian Belew (6)
- Chef d'orchestre pour l'ensemble de cordes : John Philip Shenale (2,4)
- Voix samplées : George H. W. Bush, George W. Bush, Daniel Bocking, Dr. Edison Amos (10)
- Arrangement cordes : John Philip Shenale (2,4)
- Enregistrement : Mark Hawley, Marcel Van Limbeek
- Mixage : Mark Hawley, Marcel Van Limbeek
- Technicien Piano : Trevor Lowe
- Design graphiste : Blue Source
- Photographie : Thomas Schenk
- Coiffure : Ward Stegerhoek
- Maquillage : Kevyn Aucoin
- Assistant maquillage : Evelyne Lange
- Styliste : Karen Binns
- Mastering : Jon Astley
- Producteurs : Tori Amos
- Management du projet album (UK) : Mike Rose
- Management : Arthur Spivak, John Witherspoon